# 平山镇 (赫章县)
平山镇是中华人民共和国贵州省毕节市赫章县下辖的一个行政建制镇。
2017年11月9日，贵州省人民政府批复同意撤销平山乡，设置平山镇，撤乡设镇后行政区域和政府驻地不变。

## 行政区划
平山镇下辖以下村级行政区划单位：
平山村、中寨村、中山村、对江村、江南村、清塘村、水塘村、中心村、长冲村、农庄村、呆梅沟村、双塘村、后山村、田坝村、岔河村、雄营村和发香河村。